# 대구지방법원 영덕지원
대구지방법원 영덕지원(大邱地方法院盈德支院)은 대구지방검찰청 영덕지청에 대응하여, 경상북도 영덕군, 울진군, 영양군 일대에 국가사법업무를 담당하기 위해 설립된 대한민국의 대법원, 대구고등법원, 대구지방법원 소속기관이다. 경상북도 영덕군 영덕읍 경동로 8337(화개리 226-1)에 위치하고 있다.

## 관할 구역
- 재판관할구역: 영덕군, 울진군, 영양군
- 등기관할구역: 영덕군
- 즉결관할구역: 영덕군

## 시·군 법원
- 대구지방법원 영덕지원 영양군법원: 경상북도 영양군 영양읍 동서대로 67 (서부리 108-3)
- 대구지방법원 영덕지원 울진군법원: 경상북도 울진군 울진읍 월변2길 33 (읍내리 336)

## 역대 지원장
| 순번 | 이름                        | 취임        |
| ---- | --------------------------- | ----------- |
| 1대  | 청산순일(아오야마 준이치)   | 1937년 11월 |
| 2대  | 갑배도(가히 와다루)         | 1940년 7월  |
| 3대  | 장곡천용길(나가다니요 기치) | 1945년 2월  |
| 4대  | 김영순                      | 1945년 9월  |
| 5대  | 이종락                      | 1946년 2월  |
| 6대  | 서정순                      | 1948년 12월 |
| 7대  | 이경의                      | 1950년 5월  |
| 8대  | 배시동                      | 1952년 10월 |
| 9대  | 조성기                      | 1953년 11월 |
| 10대 | 박양진                      | 1955년 12월 |
| 11대 | 김규장                      | 1956년 1월  |
| 12대 | 유백                        | 1957년 5월  |
| 13대 | 김종홍                      | 1960년 5월  |
| 14대 | 이중근                      | 1960년 6월  |
| 15대 | 성병현                      | 1961년 3월  |
| 16대 | 강승무                      | 1963년 3월  |
| 17대 | 임종옥                      | 1964년 5월  |
| 18대 | 박만호                      | 1967년 1월  |
| 19대 | 윤경현                      | 1968년 4월  |
| 20대 | 김광일                      | 1969년 4월  |
| 21대 | 이한수                      | 1970년 5월  |
| 22대 | 김원기                      | 1973년 9월  |
| 23대 | 송진훈                      | 1974년 9월  |
| 24대 | 최덕수                      | 1975년 10월 |
| 25대 | 김영일                      | 1977년 1월  |
| 26대 | 김원제                      | 1978년 9월  |
| 27대 | 김중권                      | 1979년 9월  |
| 28대 | 정성욱                      | 1980년 6월  |
| 29대 | 이기현                      | 1981년 9월  |
| 30대 | 이석우                      | 1982년 9월  |
| 31대 | 김인수                      | 1983년 9월  |
| 32대 | 김진기                      | 1985년 3월  |
| 33대 | 서정석                      | 1985년 9월  |
| 34대 | 이선우                      | 1987년 3월  |
| 35대 | 서희종                      | 1988년 3월  |
| 36대 | 김수학                      | 1990년 3월  |
| 37대 | 최병철                      | 1991년 9월  |
| 38대 | 최병덕                      | 1993년 3월  |
| 39대 | 박영화                      | 1995년 3월  |
| 40대 | 주호영                      | 1997년 2월  |
| 41대 | 은상길                      | 1999년 3월  |
| 42대 | 오세율                      | 2000년 2월  |
| 43대 | 김제식                      | 2001년 2월  |
| 44대 | 김찬돈                      | 2002년 3월  |
| 45대 | 이경구                      | 2004년 2월  |
| 46대 | 장순재                      | 2006년 2월  |
| 47대 | 손대식                      | 2008년 2월  |
| 48대 | 김연우                      | 2010년 2월  |
| 49대 | 박치봉                      | 2012년 2월  |
| 50대 | 박만호                      | 2014년 2월  |
| 51대 | 강경호                      | 2016년 2월  |
| 52대 | 김종혁                      | 2018년 2월  |

## 조직

### 재판부
- 민사합의부
- 형사합의부
- 민사1단독
- 형사1단독
- 가사1단독
- 소액1단독

### 사무부
- 서무계
- 민사계
- 형사계
- 경매1계
- 경매2계
- 등기계접수
- 민형사접수
- 약식/문건접수
- 가족관계/가사/비송접수
- 신청

## 같이 보기
- 대법원
- 대구지방법원